# 3500 Kobayashi
3500 Kobayashi è un asteroide della fascia principale. Scoperto nel 1919, presenta un'orbita caratterizzata da un semiasse maggiore pari a 2,2395618 UA e da un'eccentricità di 0,1962738, inclinata di 4,25715° rispetto all'eclittica.
L'asteroide è dedicato all'astrofilo giapponese Takao Kobayashi.